# Борові (Борисовський район)
Борові (біл. вёска Баравыя) — село в складі Борисовського району Мінської області, Білорусь. Село підпорядковане Велятичівській сільській раді, розташоване в північно-східній частині області.